# ATÚ Blovice
Automatická telefonní ústředna Blovice (také TKB - Telekomunikační budova Blovice) je budova v centru Blovic na jižním Plzeňsku, která byla vystavěna v letech 1985 až 1989 jako náhrada za kapacitně nevyhovující ústřednu v přízemí blovické radnice za účelem automatizace manuálního uzlového telefonního obvodu (UTO), který byl poslední v republice.

## Historie
Stavba byla zahájena v listopadu 1985 a prováděl jí Okresní stavební podnik Blovice. Cena stavby se vyšplhala na 30 miliónů korun, investorem byl Západočeské spoje v Plzni. Stavba byla dokončena v prosinci 1989 a ihned poté následovala montáž technologie Správou dálkových kabelů. 8. ledna 1990 pak došlo k přestěhování telefonní ústředny z kapacitně nevyhovujícího přízemí radnice do nové budovy, kde pracovalo celkem 5 telefonních spojovatelek pro oblast Nepomuk, Kasejovice, Letiny, Spálené Poříčí a Hořehledy, a od 12. ledna 1990 byl umožněn i meziměstský styk. Provozovatelem objektu se stala Městská telekomunikační správa Plzeň.
V roce 1991 se do budovy přestěhovalo (taktéž z radnice) i technologické vybavení pro vysílání rozhlasu po drátě. Zároveň došlo k automatizaci OMTO (okrajové místní telefonní obvody) Letiny, Čížkov, Hořehledy, Nepomuk a Kasejovice. V prvním patře budovy se nacházela zesilovací stanice dálkového linkového traktu Vimperk - Sušice - Plzeň - Plasy a počet pracovníků na tomto oddělení byl šest s nepřetržitým provozem.
Samotným vybavením telefonní ústředny (umístěném ve třetím patře a dodaným Montážním podnikem Spojů Praha) bylo zařízení druhé generace PK 202 s kapacitou 2 tisíce telefonních přípojek pro místní přípojky a zařízením MK 611 pro národní a mezinárodní styk, které je napojeno na ústřednu v Plzni.
Zároveň byl v roce 1991 navýšen počet spojovatelek na šest a vytvořena sedmičlenná technická četa.

## Popis budovy
Budova má tři podlaží (z toho jedno podzemní). Vytápění budovy bylo řešeno plynovou kotelnou.
Vzhled budovy se nesetkal u blovických občanů s nadšením.

## Galerie

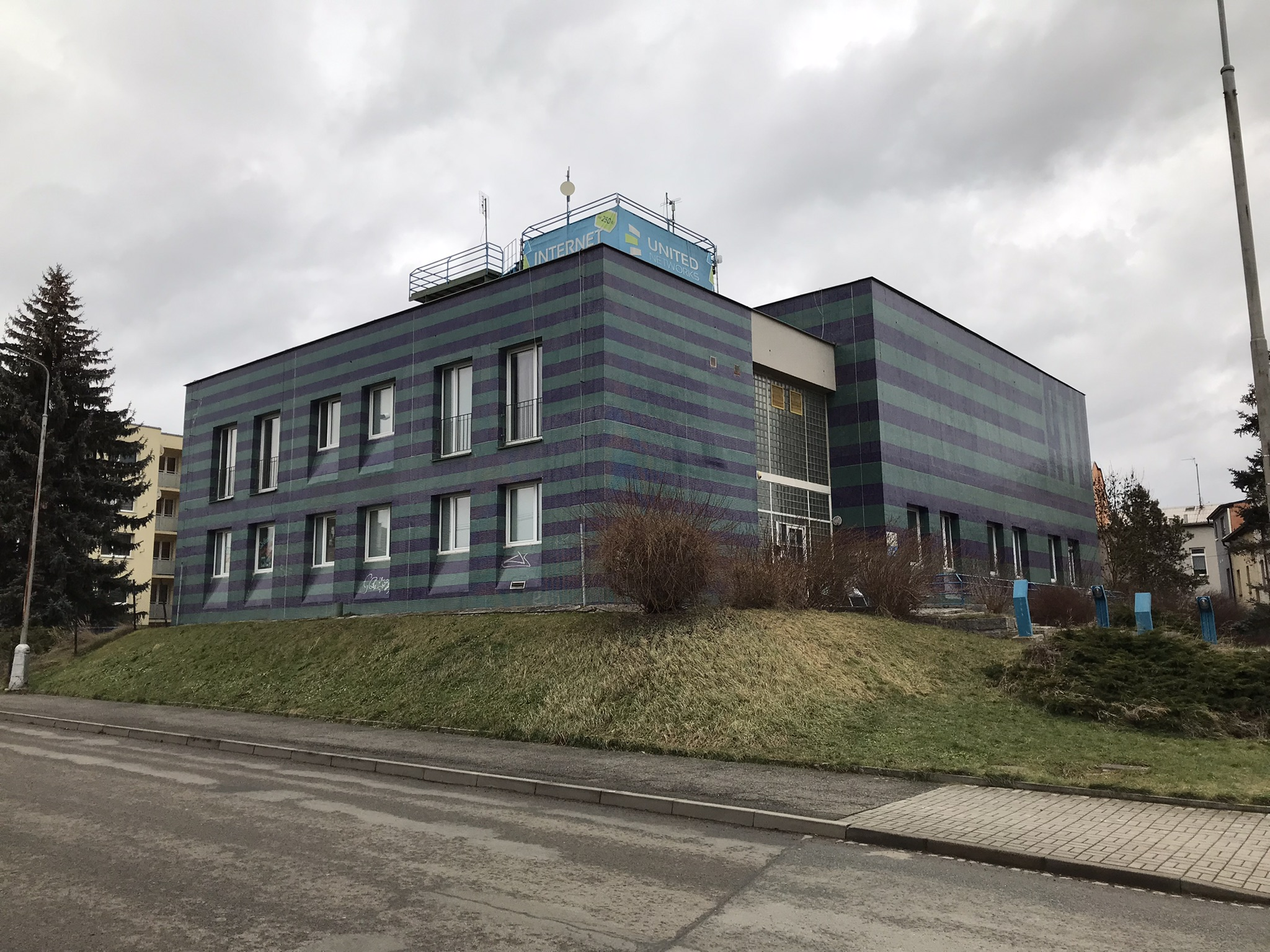
Pohled z křižovatky Husova ul. x 5. května
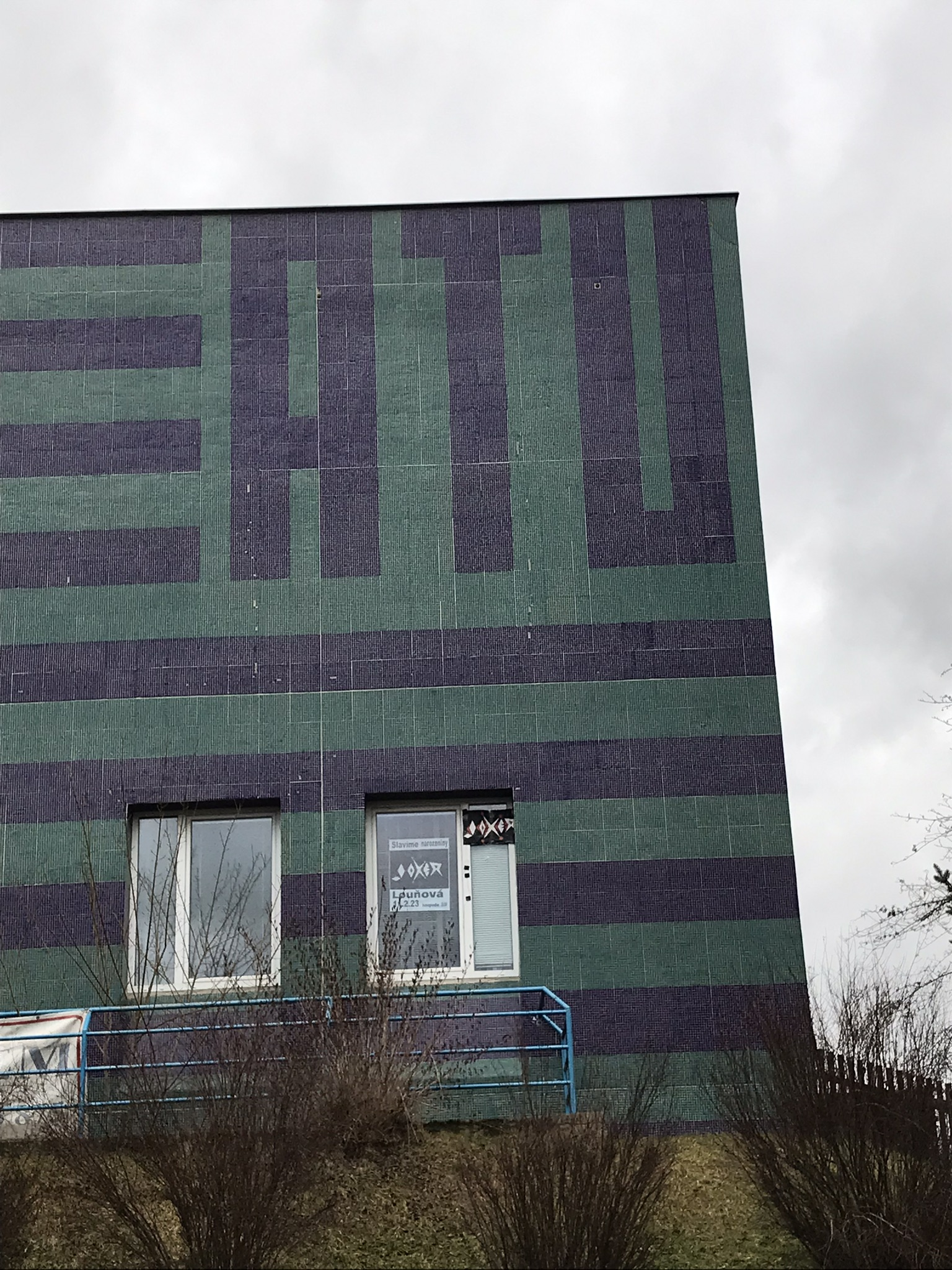
Detail nápisu na fasádě
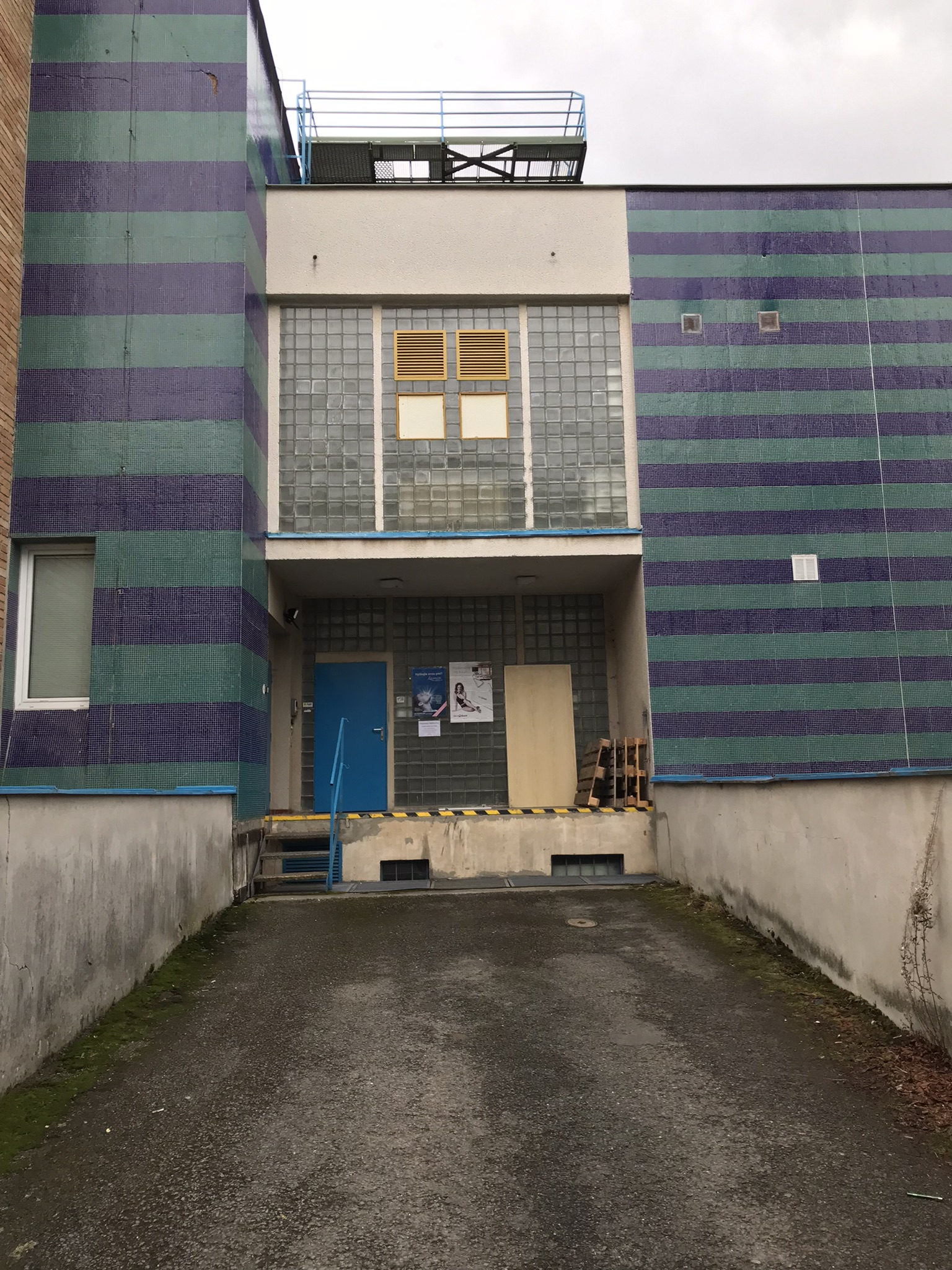
Zadní vchod
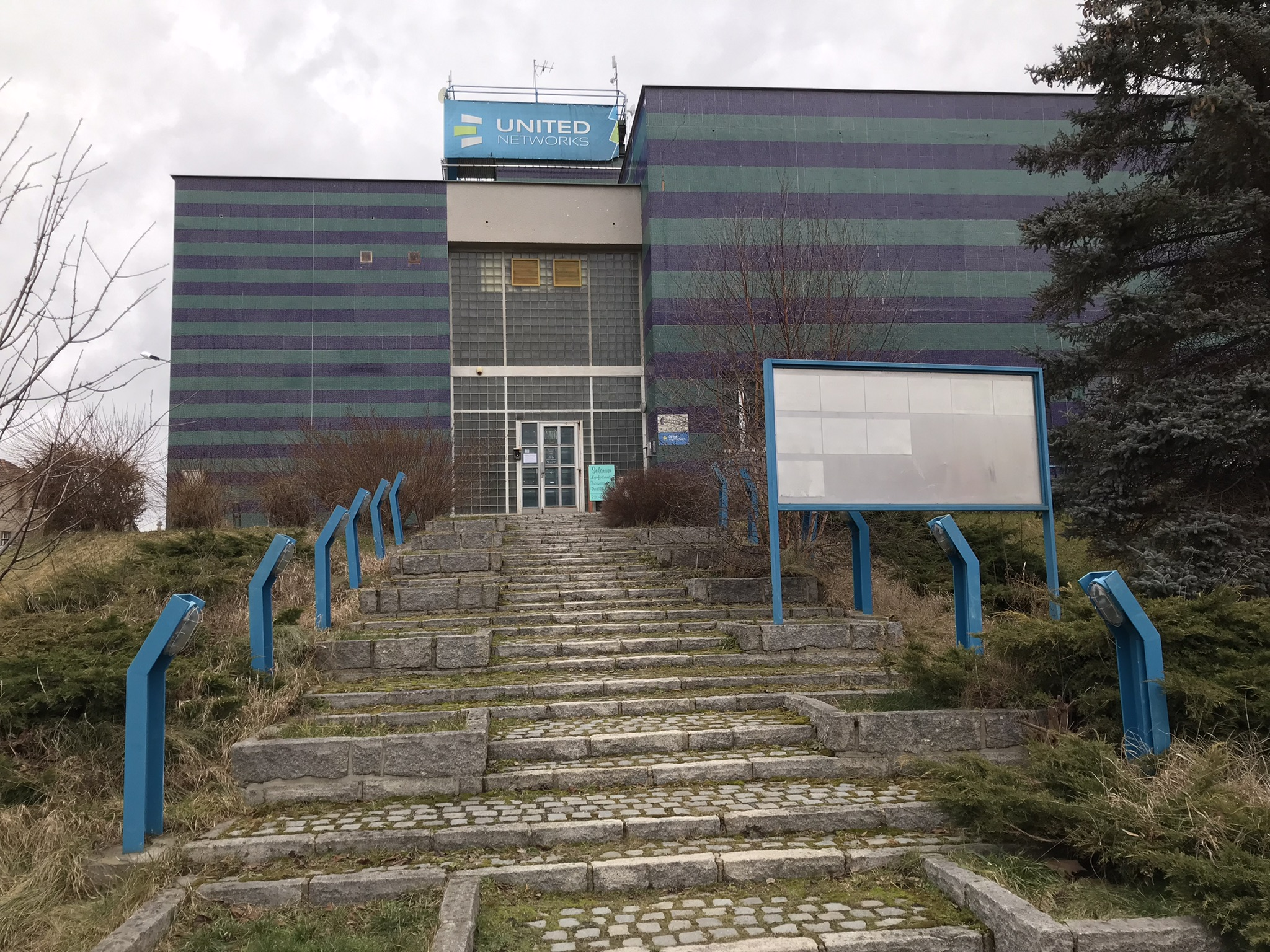
Vchod z Husovy ulice
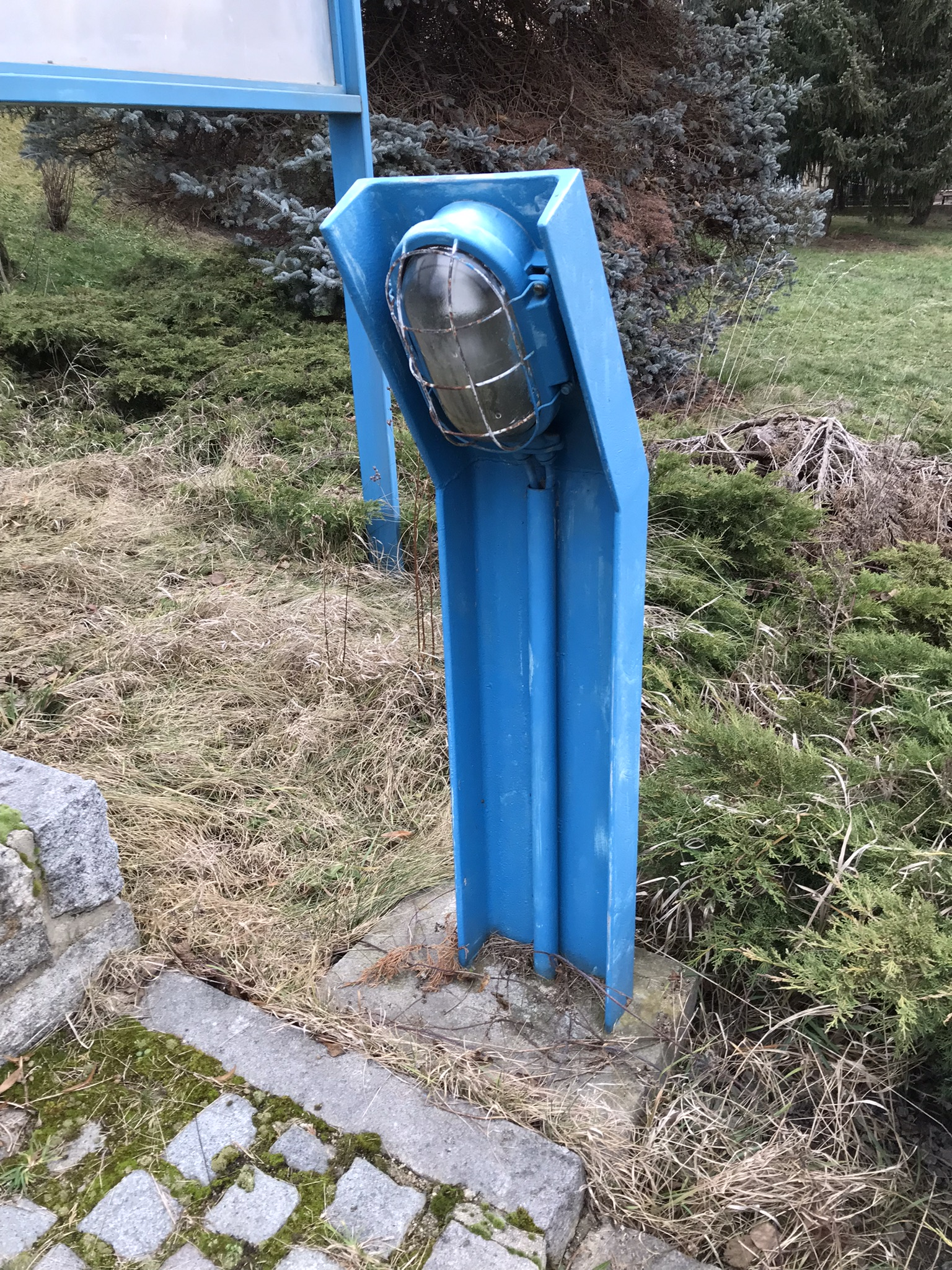
Detail světla